# Art Official Age
Art Official Age è il trentacinquesimo album concepito in studio dal musicista statunitense Prince. Pubblicato il 30 settembre 2014 dalla NPG Records, sotto una nuova licenza della Warner Bros. Records.
Prince, con la sua girls-band 3rdeyegirl ha rilasciato lo stesso giorno anche l'album PLECTRUMELECTRUM.

## Tracce
Testi e musiche di Prince e Joshua Welton.
1. Art Official Cage – 3:41
2. Clouds – 4:34
3. Breakdown – 4:04
4. The Gold Standard – 5:53
5. U Know – 3:56
6. Breakfast Can Wait – 3:54
7. This Could B Us – 5:12
8. What It Feels Like – 3:53
9. affirmation I & II – 0:40
10. Way Back Home – 3:05
11. Funkroll – 4:08
12. Time
13. affirmation III – 3:27